# Philosophical Magazine
A Philosophical Magazine é uma das mais antigas revistas científicas publicadas em inglês, que ainda está sendo publicada. Fundado por Alexander Tilloch (1759-1825), apareceu pela primeira vez em junho de 1798 em Londres. É publicado pela Taylor & Francis desde 1852. Os autores incluem Michael Faraday, James Prescott Joule, James Clerk Maxwell, Joseph John Thomson, Ernest Rutherford e Otto Hahn.

## História primitiva
O nome da revista data de um período em que a "filosofia natural" abrangia todos os aspectos da ciência. O primeiro artigo publicado na revista trazia o título "Conta da patente do motor a vapor do Sr. Cartwright". Outros artigos no primeiro volume incluem "Métodos para descobrir se o vinho foi adulterado com quaisquer metais prejudiciais à saúde" e "Descrição do aparelho usado por Lavoisier para produzir água a partir de suas partes componentes, oxigênio e hidrogênio".

## Século XIX
No início do século XIX, artigos clássicos de Humphry Davy, Michael Faraday e James Prescott Joule apareceram na revista e na década de 1860 James Clerk Maxwell contribuiu com vários artigos longos, culminando em um artigo contendo a dedução de que a luz é uma onda eletromagnética ou, como ele mesmo disse: "Dificilmente podemos evitar a inferência de que a luz consiste em ondulações transversais do mesmo meio que é a causa dos fenômenos elétricos e magnéticos". O famoso artigo experimental de Albert A. Michelson e Edward Morley foi publicado em 1887 e foi seguido dez anos depois por J.J. Thomson com o artigo "Raios Catódicos" - essencialmente a descoberta do elétron.
Em 1814, a Philosophical Magazine fundiu-se com o Journal of Natural Philosophy, Chemistry, and the Arts, também conhecido como Nicholson's Journal (publicado por William Nicholson), para formar a The Philosophical Magazine and Journal. Outras fusões em 1827 com os Annals of Philosophy, e em 1840 com The London and Edinburgh Philosophical Magazine e Journal of Science (chamado de Edinburgh Journal of Science até 1832) levaram à renomeação do jornal como The London, Edinburgh, e Dublin Philosophical Magazine and Journal of Science. Em 1949, o título foi revertido para The Philosophical Magazine.

## Século XX
No início do século XX, Ernest Rutherford era um colaborador frequente. Certa vez, ele disse a um amigo para "ficar atento à próxima edição da Philosophical Magazine; é altamente radioativo!" Além de seu trabalho sobre a compreensão da radioatividade, Rutherford propôs os experimentos de Hans Geiger e Ernest Marsden que verificaram seu modelo nuclear do átomo e levaram a Niels Bohr o famoso artigo sobre elétrons planetários, que foi publicado na revista em 1913. Outra contribuição clássica de Rutherford foi intitulada "Colisão de partículas α com átomos leves. IV. Um efeito anômalo no nitrogênio" - um artigo que descreve nada menos que a descoberta do próton, que ele nomeou um ano depois.
Em 1978 a revista foi dividido em duas partes independentes, Philosophical Revista A e Philosophical Revista B. A Parte A publicou artigos sobre estrutura, defeitos e propriedades mecânicas, enquanto a Parte B se concentrou em mecânica estatística, propriedades eletrônicas, ópticas e magnéticas.

## Desenvolvimentos recentes
Desde meados do século, a revista tem se concentrado na física da matéria condensada e publicou artigos significativos sobre mecânicas de sólidos, semicondutores amorfos e vidros. À medida que a área temática evoluiu e tornou-se mais difícil classificar as pesquisas em áreas distintas, não foi mais considerado necessário publicar a revista em duas partes, portanto, em 2003, as partes A e B foram fundidas novamente. Em sua forma atual, 36 números da Philosophical Magazine são publicados a cada ano, complementados por 12 números da Philosophical Magazine Letters.

## Philosophical Magazine Letters
Em 1987, a revista irmã Philosophical Magazine Letters foi fundada com o objetivo de publicar rapidamente comunicações curtas sobre todos os aspectos da física da matéria condensada.

## Série
Ao longo de seus 200 anos de história, a Philosophical Magazine ocasionalmente reiniciou seus números de volume em 1, designando uma nova "série" a cada vez. As séries da revista são as seguintes:
- Philosophical Magazine, Série 1 (1798-1826), volumes 1 a 68
- Philosophical Magazine, Série 2 (1827-1832), volumes 1 a 11
- Philosophical Magazine, Série 3 (1832-1850), volumes 1 a 37
- Philosophical Magazine, Série 4 (1851-1875), volumes 1 a 50
- Philosophical Magazine, Série 5 (1876–1900), volumes 1 a 50
- Philosophical Magazine, Série 6 (1901-1925), volumes 1 a 50
- Philosophical Magazine, Série 7 (1926-1955), volumes 1 a 46
- Philosophical Magazine, Série 8 (1955-presente), volumes 1 a 95 (até dezembro de 2015)

Caso a renumeração não tivesse ocorrido, o volume de 2015 (série 8, volume 95) teria sido o volume 407.